# Gmina Lidingö
Gmina miejska Lidingö (także miasto Lidingö; szw. Lidingö kommun lub Lidingö stad) – gmina w Szwecji, w regionie Sztokholm, z siedzibą w Lidingö.
Pod względem zaludnienia Lidingö jest 49. gminą w Szwecji. Zamieszkuje ją 41 407 osób, z czego 52,17% to kobiety (21 600) i 47,83% to mężczyźni (19 807). W gminie zameldowanych jest 2551 cudzoziemców. Na każdy kilometr kwadratowy przypada 1380,23 mieszkańca. Pod względem wielkości gmina zajmuje 285. miejsce.